# Nemastoma megarae
Nemastoma megarae was een hooiwagen uit de familie aardhooiwagens (Nemastomatidae). Het werd een junior subjectief synoniem van Paranemastoma radewi (Roewer, 1926) in Novak (2005). Na 2023 de geldige combinatie is Paranemastoma radewi (Roewer, 1926).